# Tropidopola cylindrica
Tropidopola cylindrica is een rechtvleugelig insect uit de familie veldsprinkhanen (Acrididae). De wetenschappelijke naam van deze soort is voor het eerst geldig gepubliceerd in 1836 door Marschall.